# 转录组
转录组(英語：Transcriptome)，也称为“转录物组”，广义上指在相同环境（或生理条件）下的在一个细胞、或一群细胞中所能转录出的所有RNA的总和，包括信使RNA（mRNA）、核糖体RNA（rRNA）、转运RNA（tRNA）及非编码RNA；狭义上则指细胞所能转录出的所有信使RNA（mRNA）。

## 范围
這個術語可用於記錄總集在給定的有機體，或對特定子集的成績單呈現在特定的細胞類型。與基因組不同的是：不考虑突變，在固定給定細胞株的基因組數量基本上是不變的；然而，轉錄物組可以隨外部環境條件而有所轉變。由於轉錄物組包括了所有在細胞裡的mRNA的轉錄 ，除卻異常的mRNA降解現象（例如轉錄衰減）以外，轉錄組反映了在任何給定時間內活躍表達的基因。轉錄物組學的研究，也被稱為“基因表達譜”，檢測了在一個特定的細胞群內的mRNA表達水平，通常採用基於DNA微阵列技術的高通量技術。透過使用新一代測序技術來研究在核苷酸水平的轉錄物組，被稱为“RNA测序（RNA-Seq）”。

## 转录组学
轉錄组學（或“转录物组学”）是分子生物學的分支，負責研究在單個细胞，或特定类型的細胞，组织，器官或发育阶段的细胞群內所生產的各类RNA（通常是mRNA）分子的类型和数量。
转录组测定的是在某个特定样品里表达的基因的丰度及其类型（例如可变剪接）。每个细胞里每一种mRNA分子的平均数称为该种mRNA的丰度。根据丰度可把mRNA群体分为两大类：
1. 高丰度mRNA组分。通常由每个细胞里不到100种的mRNA而每种mRNA分子由1000-10,000份拷贝所组成，通常占总mRNA的50%左右。
2. 除高丰度mRNA组分外，另一半mRNA由长度不等的种类繁多的序列所组成，每种序列在mRNA中只有少量备份。称为“稀有mRNA”或“复杂mRNA”。

大量表达的基因之间是有很大区别的。例如，卵清蛋白只在输卵管细胞里合成而不在肝脏内合成。它占输卵管内mRNA总量的一半。但是高丰度的mRNA只占表达基因数的很小一部分。根据生物体的基因数目以及不同类型细胞出现转录变化的基因数，人们需要了解不同表型细胞稀有mRNA基因相同的程度。
稀有mRNA是普遍共有的。一个细胞中的mRNA序列只有10%左右是该细胞独有的，大部分序列是许多（甚至是所有）类型的细胞所共有的。这提示哺乳动物中共有的基因数也许达10,000个，包括了各种类型细胞所需的功能。编码这种类型的功能的基因，有时被称为“持家基因”或“组成型基因”。这类功能不同于特定细胞表现型所需的特定功能（例如卵清蛋白或珠蛋白的功能）。编码特殊功能的基因称为“奢侈基因”。

## 分析
许多生物特异性转录组数据库已经被构建并被注释了，以帮助鉴定在不同细胞群中差异表达的基因。
RNA测序(RNA-seq)正在出现（2013年）作为测量生物体转录组的首选方法，尽管仍在使用旧的DNA微阵列技术。

## 应用
干细胞和癌细胞的转录是那些寻求了解细胞分化和癌变的过程的研究人员特别感兴趣。
分析人类卵母细胞和胚胎的转录组用于了解控制早期胚胎发育的分子机制和信号通路，理论上可以成为在体外人工受精中进行适当胚胎选择的有力工具。
转录物组学是一个新兴的和不断增长的领域，把生物标记发现用于评估药物的或化学品的安全性风险评估。
转录组也可用于个体之间的使用转录组学数据进行推断系统发育关系。

## 与蛋白质组的关系
转录组可以被视为蛋白质组的前体，即由基因组表达的整组蛋白质。
然而，相对mRNA表达水平的分析可能因以下事实而变得复杂：mRNA表达的相对小的变化可以在细胞中存在的相应蛋白质的总量中产生大的变化。 一种分析方法，称为基因集富集分析，识别协同调节的基因网络(coregulated gene networks)，而不是在不同细胞群中被上调或下调的单个基因。

## 參见
- 基因表达谱
- 生物信息学
- DNA微阵列（比较常用的名字是基因芯片）
- 基因表达
- RNA-Seq
- 转录组学
- 代谢物组学
- 蛋白质组
- 功能基因组学（英语：Functional genomics）